# Енрике Пеня Нието
Енрике Пеня Нието (на испански: Enrique Peña Nieto) е мексикански адвокат и политик. От 1 декември 2012 г. става 57. президент на Мексико, като заменя Фелипе Калдерон.

## Биография
Енрике Пеня Нието е роден на 20 юли 1966 г. в Атлакомулко, Мексико. Завършва средно образование в САЩ, където научава английски език. През 1984 г. става член на Институционна революционна партия (PRI) и завършва право в Панамериканския университет.
На 21 ноември 2011 г. е издигната кандидатурата на Нието, от PRI, за президентските избори през 2012 г., като залага на промяна относно мексиканския наркокартел. На президентските избори, състояли се на 1 юли 2012 г., Енрике Пеня Нието печели 38,21%, следван от Андрес Мануел Лопес Обрадор с 31,59%, Хосефина Васкес Мота с 25,41% и Габриел Кадри с 2,29% .
Президентският мандат на Енрике Пеня Нието започва на 1. декември 2012 г.
През 2010 г. Пеня Нието и актрисата Анхелика Ривера сключват брак, който продължава до 2 май 2019 г., когато се развеждат. Първата му съпруга умира през 2007 г.